# Drepanoxiphus angustelaminatus
Drepanoxiphus angustelaminatus är en insektsart som beskrevs av Max Beier 1962. Drepanoxiphus angustelaminatus ingår i släktet Drepanoxiphus och familjen vårtbitare. Inga underarter finns listade i Catalogue of Life.